# Helen Langehanenberg
Helen Langehanenberg (ur. 21 maja 1982) – niemiecka jeźdźczyni sportowa. Srebrna medalistka olimpijska z Londynu.
Startuje w dresażu. Zawody w 2012 były jej pierwszymi igrzyskami olimpijskimi. W Londynie zdobyła srebrny medal w drużynie (indywidualnie zajęła czwarte miejsce), tworzyły ją ponadto Dorothee Schneider i Kristina Bröring-Sprehe. Startowała na koniu Damon Hill. Ma w dorobku trzy medale mistrzostw świata w 2014, złoto w drużynie i dwa razy srebro indywidualnie oraz szereg krążków wywalczonych na mistrzostwach Europy (złoto w drużynie w 2013, srebro w 2011; indywidualnie dwukrotnie srebro w 2013).